# Ziethen (Brandeburgo)
Ziethen è un comune di 441 abitanti del Brandeburgo, in Germania.

Appartiene al circondario (Landkreis) del Barnim (targa BAR) ed è parte della comunità amministrativa (Amt) di Joachimsthal (Schorfheide).

## Storia
Il comune di Ziethen venne creato il 1º febbraio 2002 dalla fusione dei comuni di Groß-Ziethen e Klein Ziethen.

## Geografia antropica

### Suddivisioni amministrative
Il comune di Ziethen è suddiviso nelle due frazioni (Ortsteil) di Groß-Ziethen e Klein Ziethen.